# Paolan
Paolan is een bestuurslaag in het regentschap Padang Lawas Utara van de provincie Noord-Sumatra, Indonesië. Paolan telt 1070 inwoners (volkstelling 2010).